# Enrique Sánchez Martínez
Enrique Sánchez Martínez (ur. 2 grudnia 1960 w Cuencamé) – meksykański duchowny rzymskokatolicki, biskup Nuevo Laredo w latach 2016-2023, biskup Mexicali od 2023. 

## Życiorys
Święcenia kapłańskie otrzymał 29 czerwca 1986 z rąk arcybiskupa Antonio Lópeza. Inkardynowamy do archidiecezji Durango, był m.in. wykładowcą i ekonomem w seminarium, ekonomem archidiecezjalnym, kapelanem kilku żeńskich wspólnot zakonnych oraz regionalnym wikariuszem ds. duszpasterskich.
21 lipca 2008 papież Benedykt XVI mianował go biskupem pomocniczym archidiecezji Durango, ze stolicą tytularną Thamugadi. Sakry biskupiej udzielił mu nuncjusz apostolski w Meksyku - arcybiskup Christophe Pierre.
16 listopada 2015 papież Franciszek mianował go biskupem ordynariuszem diecezji Nuevo Laredo. Ingres odbył się 13 stycznia 2016.
11 września 2023 papież Franciszek mianował go biskupem ordynariuszem diecezji Mexicali.